# Назимовы
Назимовы — дворянский род.
При подаче документов (29 апреля 1688) для внесения рода в Бархатную книгу, была предоставлена родословная роспись Назимовых.
Род Назимовых внесён в II и VI части родословных книг Владимирской, Московской Новгородской, Псковской и Тверской губерний.

## Происхождение и история рода
Один род происходит, по преданию, от выехавшего из Греции в Литву (1320) Георгия Гуся Назимова, правнук которого, Глеб Степанович, выехал из Литвы в Москву (1409), где пожалован вотчинами в Гуской волости, Владимирского уезда. Михаил Глебович, наместник в Ростове при великом князе Василии Васильевиче. Василий Борисович наместник в Опочке при Иване Грозном. Представители этой ветви также остались в Польше, где пребывает и их потомство.
В действительности четыре рода Назимовых происходит от «послужильцев» Богдана Есипова и Обрамовых, переведённых (1488) на поместья в Водскую пятину Новгородской области.
Юрий Яковлевич Назимов убит в 1576 году под Псковом.
Иван Тихонович Назимов (умер в 1706 году), дворянин московский и воевода, с отличием служил в Крымских походах, затем участвовал в Северной войне, возглавил ертаульный полк (1701) и участвовал в сражении при Эрестфере, позже отразил нападение шведов на Псково-Печерский монастырь.

## Описание гербов

#### Герб Назимовых 1785 г.
В Гербовнике Анисима Титовича Князева имеется печать с гербом секунд-майора (1771), коллежского асессора и казначея в Клину (1780-1794), надворного советника (1791) Виктора Яковлевича Назимова. Герб не имеет ничего общего с официально утвержденным: щит, имеющий серебряное поле, разделен горизонтально на две равные части. В верхней части, изображен коричневый конь, идущий в левую сторону (изм. польский герб Старыконь). В нижней части, изображены, с правой стороны, коричневые — полумесяц рогами влево и восьмиконечная звезда (изм. польский герб Лелива). Щит увенчан дворянской короной (дворянский шлем, нашлемник и намёт отсутствуют). Внизу щита прикреплены два ордена в виде крестов. Справа и слева от щита фигурные виньетки.

#### Герб. Часть XX. № 11
Щит рассечённый, с горностаевою главою. В правой, лазуревой части, серебряный, с червлёными глазами, клювом и лапами, гусь (польский герб Лебедь). В левой, золотой части, чёрный якорь, в столб (польский герб Котвица).
Щит увенчан Дворянским коронованным шлемом. Нашлемник: правая рука в чёрных латах, держащая серебряный, с золотою рукоятью, меч. Намёт: справа — лазуревый с серебром, а слева — чёрный с золотом. Щитодержатели: два барса, с червлёными глазами и языком. Девиз: «Сила в доброте и вере», серебряными буквами на лазуревой ленте.

## Известные представители рода
- Назимов, Александр Борисович (1760-1810) — секунд-майор, островский уездный предводитель дворянства.
  - Назимов, Михаил Александрович (1800—1888) — декабрист, участник Кавказской войны.
  - Назимов, Илья Александрович (1805—1874) — русский военный инженер.
- Назимов, Иван Владимирович (1763—1823) прокурор Псковского земского суда, порховский уездный предводитель дворянства
  - Назимов, Владимир Иванович (1802—1874) — русский государственный деятель.
  - Назимов, Сергей Иванович (?—1856) — генерал-майор артиллерии.
    - Назимов, Пётр Сергеевич (1851—1901) — русский математик, доктор чистой математики, профессор.
    - Назимов, Владимир Сергеевич (1852 — не ранее 1917) — русский судебный деятель, сенатор.
- Назимов, Николай Николаевич (1794—1854) — русский вице-адмирал.
  - Назимов, Николай Николаевич (младший) (1822—1867) — контр-адмирал, исследователь Тихого океана.
  - Назимов, Павел Николаевич (1829—1902) — русский мореплаватель, адмирал, кругосветный путешественник, исследователь Тихого океана, с 1894 член Адмиралтейств-совета.
  - Назимов, Константин Николаевич (1837—1904) — вице-адмирал, гидрограф.
  - Назимов, Александр Николаевич (1836—1871) — капитан-лейтенант.
- Назимов, Александр Евгеньевич (1851—1902) — выдающийся русский юрист.
- Назимов, Василий Гаврилович (1759—1839) — генерал-лейтенант морской артиллерии, сенатор.
- Назимов, Владимир Николаевич (1806—1887) — русский генерал, участник Кавказской войны.
- Назимов, Владимир Фёдорович (1872—1949) — русский военачальник, генерал-майор Добровольческой армии.
- Назимов, Гавриил Петрович (1794—1850) — участник Отечественной войны, с 1816 отст. штаб-ротмистр, помещик, в 1833—1837 гг. псковский уездный предводитель дворянства, знакомый А. С. Пушкина
- Назимов, Савва Максимович — вице-адмирал (10.7.1775), генерал-интендант флота.
- Назимов, Семен Иванович (1870—1918) — русский офицер, организатор движения «потешных».
- Назимов, Фёдор Викторович (1764—1827) — генерал эпохи наполеоновских войн.